# كلاوديا بينا
كلاوديا بينا ميدينا (من مواليد 12 أغسطس 2001) هي لاعبةُ كرة قدم إسبانية مُحترفة تلعب كمهاجمة لنادي برشلونة في الدوري الإسباني والمنتخب الإسباني.

## مسيرتها الكروية
كانت بينا لاعبة سابقة لكرة الصالات في مونتكادا قبل انضمامها إلى فريق الشباب في إسبانيول في عام 2011. انتقلت إلى فريق برشلونة إنفانتيل أليفين من إسبانيول في عام 2013، وفي موسمها الثاني، ساعدت الفريق على الفوز ببطولة دوري الشباب بتسجيلها 100 هدف في 20 مباراة. بعد أن أثبتت نفسها كلاعبة موهوبة تقنيا وهدافة بالفطرة، تقدمت بسرعة عبر الرتب المختلفة لفريق الشباب. انتشر لها أحد الأهداف التي سجلتها بعد مراوغة أربعة لاعبات في مباراة الديربي ضد إسبانيول في يناير 2017.
شاركت بينا لأول مرة مع الفريق الأول في يناير 2018. حينها، كان عمرها 16 عامًا و5 أشهر فقط، وبذلك أصبحت أصغر لاعبة تلعب على الإطلاق لنادي برشلونة في مباراة رسمية. كُسر هذا الرقم القياسي بواسطة فيكي لوبيز، بعمر 16 عامًا وشهرًا واحدًا و 19 يومًا، في 17 سبتمبر 2022.
في صيف 2020، انتقلت بينا على سبيل الإعارة إلى إشبيلية لمدة موسم واحد، إلى جانب زميلتها في برشلونة كارلا أرمنغول، لكنها عادت إلى الفريق الكتالوني في العام التالي.
في فبراير 2023، مدّدت بينا عقدها مع النادي حتى يونيو 2026.

## دوليا
استدعيت بينا لأول مرة للعب مع المنتخب الوطني تحت 16 عامًا في سن 14 عامًا بواسطة تونيا إيس. في سبتمبر 2016، دُعيت لأول مرة للعب مع المنتخب الإسباني تحت 17 سنة في بطولة أمم أوروبا في بريبرام، حيث سجلت 5 أهداف بما في ذلك ثلاثية في أول مباراة لها. لعبت لاحقًا أول مباراة رسمية لها مع المنتخب الإسباني تحت 17 سنة في كأس العالم 2016 ضد الأردن، وأحرزت هدفًا في أول ظهور لها.
في نهاية عام 2017، أُعلن عن اسمها كأفضل لاعبة هدافة للمنتخبات الوطنية للاتحاد الأوروبي لكرة القدم بين اللاعبين واللاعبات، حيث سجلت 16 هدفًا خلال العام.
في عام 2021، ظهرت لأول مرة مع المُنتخب الأول في مباراة ودية ضد الدنمارك.
لقد كانت واحدة من مجموعة لاس 15، وهي مجموعة من اللاعبات اللائي جعلن أنفسهن غير متاحين للاختيار الدولي في سبتمبر 2022 بسبب عدم رضاهم عن المدرب خورخي فيلدا، ومن بين العشرات الذين لم يشاركوا بعد 11 شهرًا عندما فازت إسبانيا بكأس العالم

## الإحصائيات

### النادي
اعتبارا من المباراة الملعوبة في 3 يونيو 2023
| النادي          | الموسم        | الدوري           | الدوري | الدوري  | كأس الملكة | كأس الملكة | أوروبا | أوروبا  | أخرى   | أخرى    | المجموع | المجموع |
| النادي          | الموسم        | الدرجة           | الظهور | الأهداف | الظهور     | الأهداف    | الظهور | الأهداف | الظهور | الأهداف | الظهور  | الأهداف |
| --------------- | ------------- | ---------------- | ------ | ------- | ---------- | ---------- | ------ | ------- | ------ | ------- | ------- | ------- |
| Barcelona       | 2017–18       | Primera División | 1      | 0       | 0          | 0          | 0      | 0       | –      | –       | 1       | 0       |
| Barcelona       | 2018–19       | Primera División | 10     | 2       | 1          | 0          | 1      | 0       | –      | –       | 12      | 2       |
| Barcelona       | 2019–20 ‏      | Primera División | 4      | 0       | 1          | 0          | 1      | 0       | 0      | 0       | 6       | 0       |
| Barcelona       | 2021–22       | Primera División | 24     | 15      | 4          | 2          | 8      | 2       | 1      | 0       | 37      | 19      |
| Barcelona       | 2022–23       | Primera División | 22     | 10      | 0          | 0          | 7      | 3       | 2      | 1       | 31      | 14      |
| Barcelona       | المجموع       | المجموع          | 61     | 27      | 6          | 2          | 17     | 5       | 3      | 1       | 87      | 35      |
| Sevilla (إعارة) | 2019–20 ‏      | Primera División | 0      | 0       | 1          | 0          | –      | –       | –      | –       | 1       | 0       |
| Sevilla (إعارة) | 2020–21 ‏      | Primera División | 34     | 9       | 1          | 1          | –      | –       | –      | –       | 35      | 10      |
| Sevilla (إعارة) | المجموع       | المجموع          | 34     | 9       | 2          | 1          | –      | –       | –      | –       | 36      | 10      |
| المجموع الكلي   | المجموع الكلي | المجموع الكلي    | 95     | 36      | 8          | 3          | 17     | 5       | 3      | 1       | 123     | 45      |

1. ↑  Appearances in the دوري أبطال أوروبا للسيدات.
2. ↑  Appearances in Supercopa de España

## الإنجازات
برشلونة ب
- الدرجة الثانية، المجموعة الثالثة: 2016–17

نادي برشلونة
- الدرجة الأولى: 2019-20، 2021–22، 2022–23
- كأس الملكة لكرة القدم: 2019-20، 2021-22
- كأس السوبر للسيدات: 2019–20، 2021–22، 2022–23
- دوري أبطال أوروبا للسيدات: 2022–23 [26]

شابات إسبانيا
- كأس العالم للسيدات تحت 17 سنة 2018؛ المركز الثالث: 2016
- كأس العالم للسيدات تحت 20 سنة: 2018
- بطولة أوروبا للسيدات تحت 17 سنة: 2017

الجوائز الفردية
- الكرة الذهبية لكأس العالم للسيدات تحت 17 سنة: 2018
- الحذاء الفضي لكأس العالم للسيدات تحت 17 سنة: 2018
- تشكيلة البطولة لبطولة أوروبا للسيدات تحت 17 سنة: 2017

## وصلات خارجية
- كلاوديا بينا على موقع الاتحاد الدولي (مؤرشف)  (الإنجليزية)
- كلاوديا بينا على موقع الاتحاد الأوربي (الإنجليزية)
- كلاوديا بينا على موقع إي إس بي إن إف سي (الإنجليزية)
- كلاوديا بينا على موقع قاعدة بيانات كرة القدم.إي يو (الإنجليزية)
- كلاوديا بينا على موقع Soccerway.com (الإنجليزية)
- كلاوديا بينا على موقع عالم كرة القدم.نت (الإنجليزية)